# Acteon
Acteon is een geslacht van huidige en fossiele zeeslakken uit de familie van de Acteonidae. De wetenschappelijke naam van het geslacht is voor het eerst geldig gepubliceerd in 1810 door Pierre Denys de Montfort.
Het zijn kleine zeeslakken met een elliptische schelp met een spitse uiteinde. De typesoort Acteon tornatilis (de spoelhoren) wordt in Europa aangetroffen aan de kusten van de Atlantische Oceaan en de Middellandse Zee.

## Soorten
Volgende soorten worden volgens MolluscaBase tot dit geslacht gerekend:
- Acteon antarcticus Thiele, 1912
- Acteon aphyodes Valdés, 2008
- Acteon archibenthicola Habe, 1955
- Acteon areatus Verco, 1907
- Acteon articulatus Marwick, 1931 †
- Acteon baracoensis Espinosa & Ortea, 2014
- Acteon biplicatus (Strebel, 1908)
- Acteon boteroi Valdés, 2008
- Acteon buccinus Valdés, 2008
- Acteon candens Rehder, 1939
- Acteon castus (Hinds, 1844)
- Acteon cebuanus Lan, 1985
- Acteon chattonensis Marwick, 1929 †
- Acteon chauliodous Valdés, 2008
- Acteon chrystomatus Valdés, 2008
- Acteon cohibilis Valdés, 2008
- Acteon comptus Valdés, 2008
- Acteon danaida Dall, 1881
- Acteon dancei Poppe, Tagaro & Stahlschmidt, 2015
- Acteon delicatus Dall, 1889
- Acteon dolichoroseus Iredale, 1936
- Acteon editus Valdés, 2008
- Acteon exiguus Mörch, 1875
- Acteon fasuloi Crocetta, Romani, Simone & Rolán, 2017
- Acteon finlayi McGinty, 1955
- Acteon fortis Thiele, 1925
- Acteon fructuosus Iredale, 1936
- Acteon hebes A. E. Verrill, 1885
- Acteon herosae Valdés, 2008
- Acteon incisus Dall, 1881
- Acteon infulatus Marwick, 1931 †
- Acteon ionfasciatus Valdés, 2008
- Acteon isabella Poppe, Tagaro & Goto, 2018
- Acteon juvenis Dall, 1927
- Acteon lacunatus Dall, 1927
- Acteon laetus Thiele, 1925
- Acteon loyautensis Valdés, 2008
- Acteon maltzani Dautzenberg, 1910
- Acteon melampoides Dall, 1881
- Acteon mirim Cunha, 2011
- Acteon monterosatoi Dautzenberg, 1889
- Acteon nakayamai Habe, 1952
- Acteon oneroaensis Powell & Bartrum, 1929 †
- Acteon osexiguus Valdés, 2008
- Acteon otamateaensis Laws, 1941 †
- Acteon pahaka Maxwell, 1992 †
- Acteon panamensis Dall, 1908
- Acteon parallelus Dall, 1927
- Acteon particolor Dall, 1927
- Acteon pelecais Ev. Marcus, 1972
- Acteon perforatus Dall, 1881
- Acteon procratericulatus Laws, 1939 †
- Acteon profundus Valdés, 2008
- Acteon pudicus A. Adams, 1855
- Acteon retusus Verco, 1907
- Acteon rhektos Valdés, 2008
- Acteon ringiculoides Valdés, 2008
- Acteon secale Gould, 1859
- Acteon semisculptus E. A. Smith, 1890
- Acteon semispiralis P. Marshall, 1917 †
- Acteon senegalensis (Petit de la Saussaye, 1851)
- Acteon soyoae Habe, 1961
- Acteon splendidulus Mörch, 1875
- Acteon subincisus Okutani, 1968
- Acteon subroseus Iredale, 1936
- Acteon teramachii Habe, 1950
- Acteon tornatilis (Linnaeus, 1758)
- Acteon traskii Stearns, 1898
- Acteon valentina Poppe, Tagaro & Stahlschmidt, 2015
- Acteon vangoethemi Poppe, Tagaro & Stahlschmidt, 2015
- Acteon venustus (d'Orbigny, 1840)
- Acteon virgatus (Reeve, 1842)
- Acteon wangaloa Finlay & Marwick, 1937 †
- Acteon yamamurae Habe, 1976